# Fairbanks-Morse
Fairbanks Morse and Company — американская производственная компания, действовавшая в конце XIX и начале XX веков. Изначально специализировалась на производстве весов, впоследствии диверсифицировалась в пользу насосов, двигателей, ветряков, кофемолок, мельниц, локомотивов и индустриальных поставок. Вплоть до своей продажи в 1958 году и использовала торговую марку Fairbanks-Morse.
Корпорация объединяет собой три различных направления, которые могут считаться потомками компании, однако ни одно не является её прямым наследником. Все виды деятельности разделены между:
- Fairbanks Scales[англ.] — частная компания, расположенная в Канзас-Сити (Миссури), и занимающаяся производством весов.
- Fairbanks Morse Engine (FME) — дочерняя компания EnPro Industries, расположенная в Белойт (Висконсин). Она производит и обслуживает двигатели.
- Fairbanks Morse Pumps — является частью Pentair Water[англ.] в Канзас-Сити (Канзас), и производит насосы.

## Основание и ранняя история

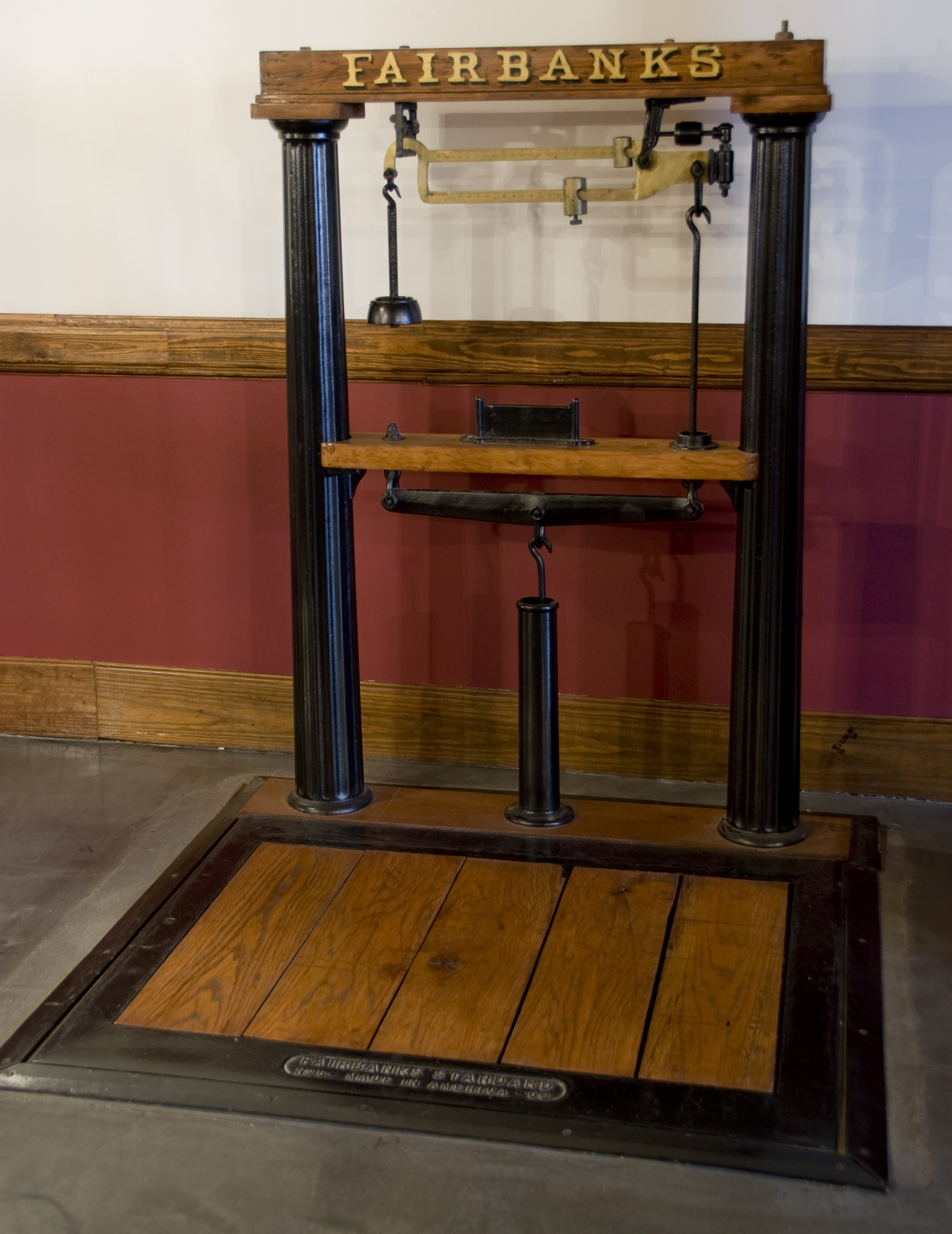
Платформенные весы Fairbanks-Morse

Fairbanks Morse and Company начала своё существование в 1823 году

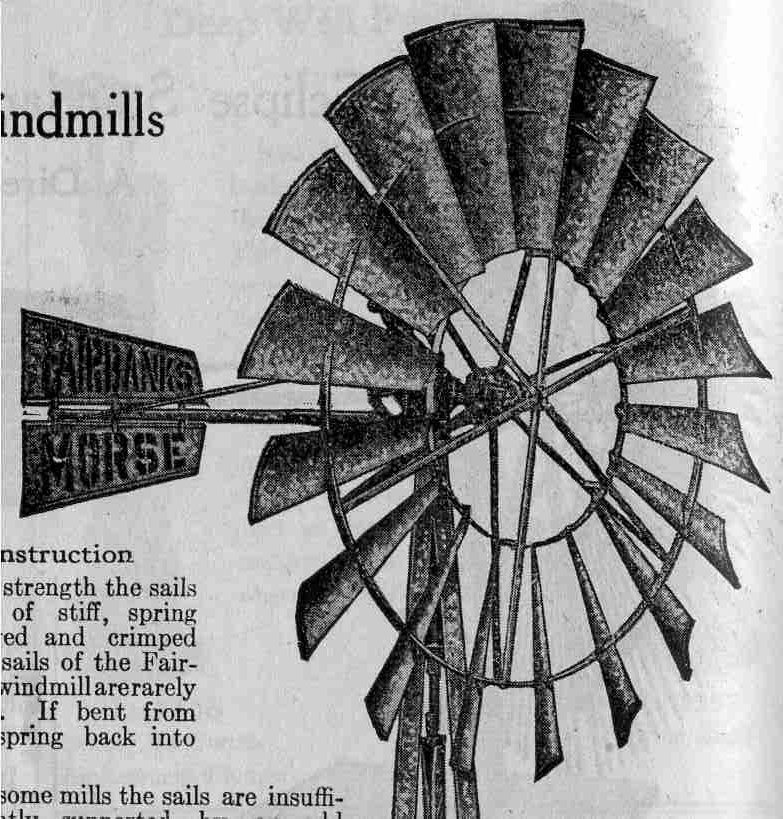
Fairbanks-Morse Windmill

В штате Висконсин, Л. Вилер (англ. L. Wheeler) создал надёжное устройство ветряного водяного насоса — Eclipse windmill. Сразу по окончании Гражданской войны он открыл мастерскую в После этого он открыл мастерскую в городе Белойт (Висконсин). Вскоре полмиллиона ветряков были установлены по всему западу, а некоторые из них оказались аж в Австралии. Примерно в то же время сотрудник Fairbanks & Company Чарльз Хосмер Морзе открыл новый офис в Чикаго, из которого началось завоевание новых рынков сбыта и разработка новых линеек продуктов. Как ступень в этом развитии Морзе привёл Вилера и его ветряки под крыло Fairbanks company. Позднее Морзе стал партнёром в Fairbanks Company и, к концу XIX века, компания стала называться Fairbanks Morse & Company, имея свой штаб-квартирой офис в Чикаго. Канадская ветвь появилась с приходом дилерской сети в Монреаль, а в 1876 году там была создана и производственная линия.

## Расширение рынка в производство двигателей

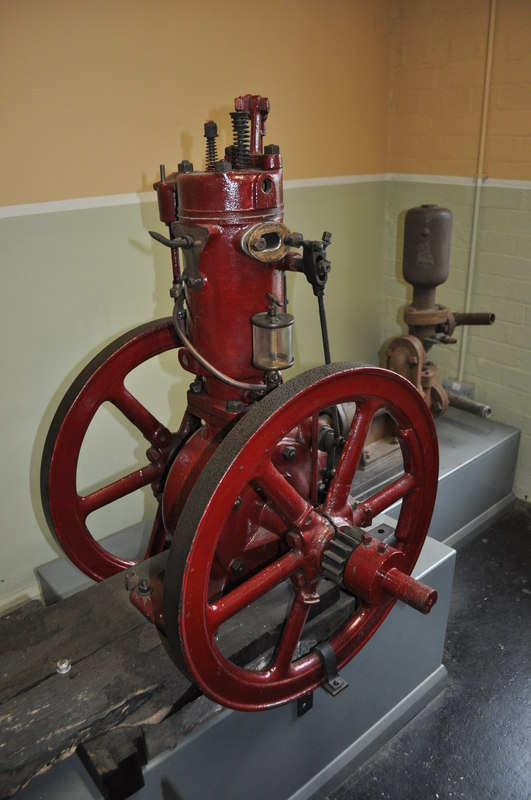
Бензиновый двигатель Fairbanks T

В конце XIX века компании начали своё развитие на запад США. Одновременно с этим начала расширяться и номенклатура производимой продукции, которая теперь включала пишущие машинки, ручные тележки, железнодорожные велосипеды, насосы, тракторы, и различные инструменты и устройства для складских и транспортных нужд. Компания стала крупным поставщиком, обеспечивающим поставки оборудования вплоть до готовых систем «под ключ»: инструменты, трубопроводы, измерители и счётчики, прокладки, запчасти, клапаны и трубы. В 1910 году их каталог состоял из более чем 800 страниц. В 1890-х годах компания начала производить двигатели на нефти и лигроине. Бензиновые двигатели Fairbanks Morse получили признание фермеров. Эти моторы дали возможность значительно улучшить такие виды деятельности как орошение, генерация электроэнергии и нефтедобыча. Небольшие электрогенераторы, строившиеся компанией, были весьма популярны. Fairbanks Morse развивала это направление, и в 1893 году перевела двигатели на керосин, в 1905 году на коксовый газ, в 1913 году электрогенераторы получили полу-дизельный двигатель, и в 1924 году они стали полностью дизельными. В 1914 году компания начала производство одноцилиндровых моторов Model Z с мощностью в 1, 3 и 6 л. с.. Вскоре он был сделан и в варианте 20 л. с. (15 кВт). В последующие 30 лет их было произведено более полумиллиона единиц. Model Z нашла своё применение у фермеров, а Model N стала популярна в стационарных установках. Компанией так же были предприняты попытки войти на рынки автомобилей, тракторов, кранов, телевидения, радио и холодильников, однако результаты были не заслуживающими особого внимания.

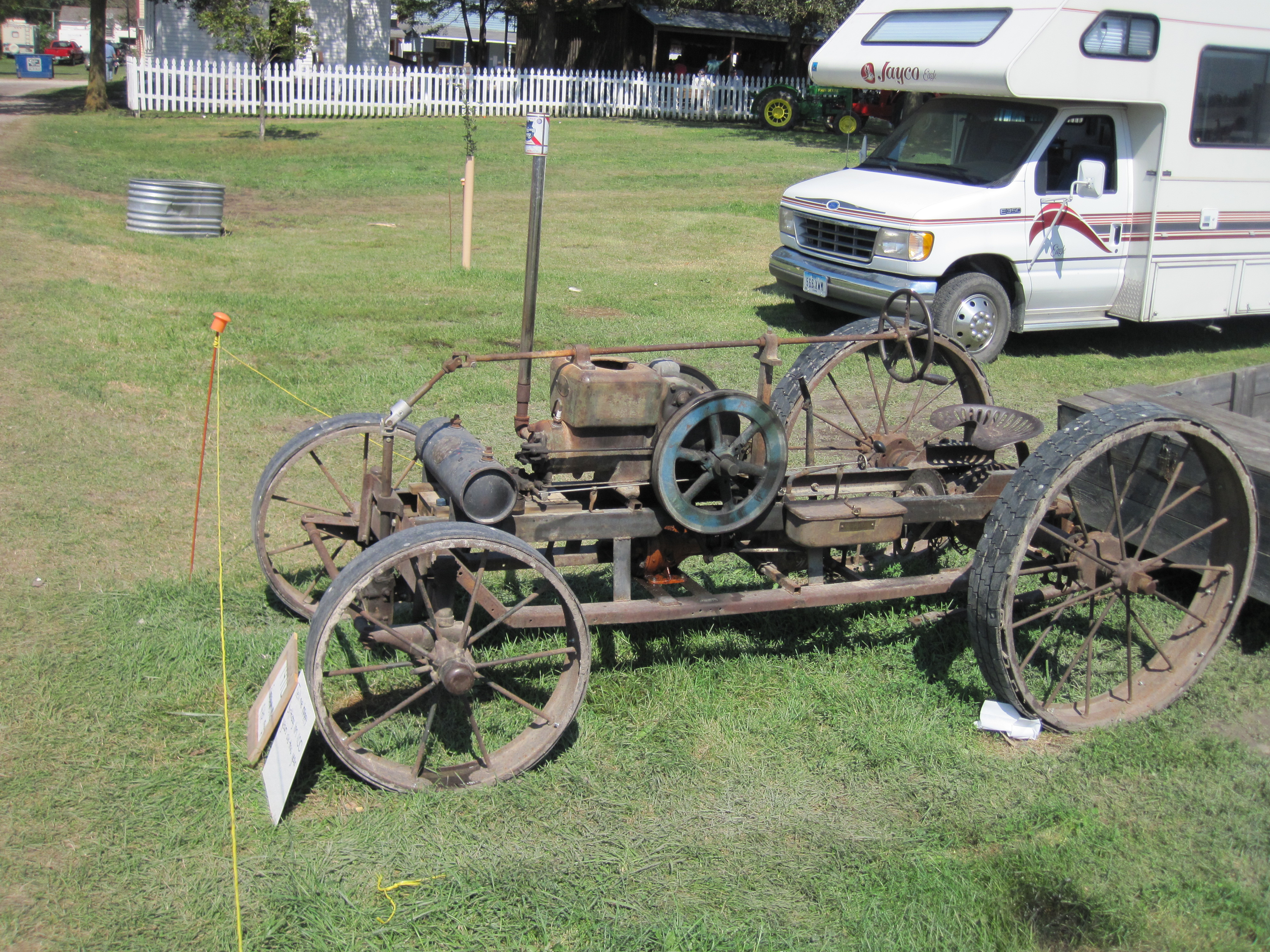
1910 Model H.

После истечения срока действия американской лицензии Рудольфа Дизеля в 1912 году, Fairbanks Morse плотно вошла в сферу построения двигателей. Бо́льший двигатель Model Y, построенный по полудизельной схеме, стал стандартом для шахт и фабрик по переработке сахара, риса и древесины. Model Y производилась в вариантах от одного до шести цилиндров или, в эквиваленте мощности, от 10 л. с. (7,4 кВт) до 200 л. с. (150 кВт). Его развитие — модель Y-VA — был дизельным двигателем с высокой компрессией и холодным стартом, а также первой «чистой» разработкой Fairbanks Morse, созданной без привлечения международных патентов. Он был разработан в Белойт и представлен публике в 1924 году. После этого линейка двигателей пополнилась судовым двигателем CO (большое количество этих стосильных двигателей использовалось на филиппинских паромах) и моделью E (использовавшимся на фабриках) — модернизированным дизелем модели Y. Во время Первой мировой войны, было заказано 60 единиц судовых двигателей CO 30 л. с. (22 кВт), установленных на британские рыболовецкие суда-обманки для выманивая немецких подводных лодок в зону действия их 6-дюймовых пушек. Именно благодаря этому Fairbanks-Morse стала основным производителем двигателей и разработала системы для применения в железнодорожном транспорте и судостроении. Разработка тепловозов, буксиров и судов в 1930-х годах в значительной мере благоприятствовало развитию компании.

## Судовые дизельные двигатели

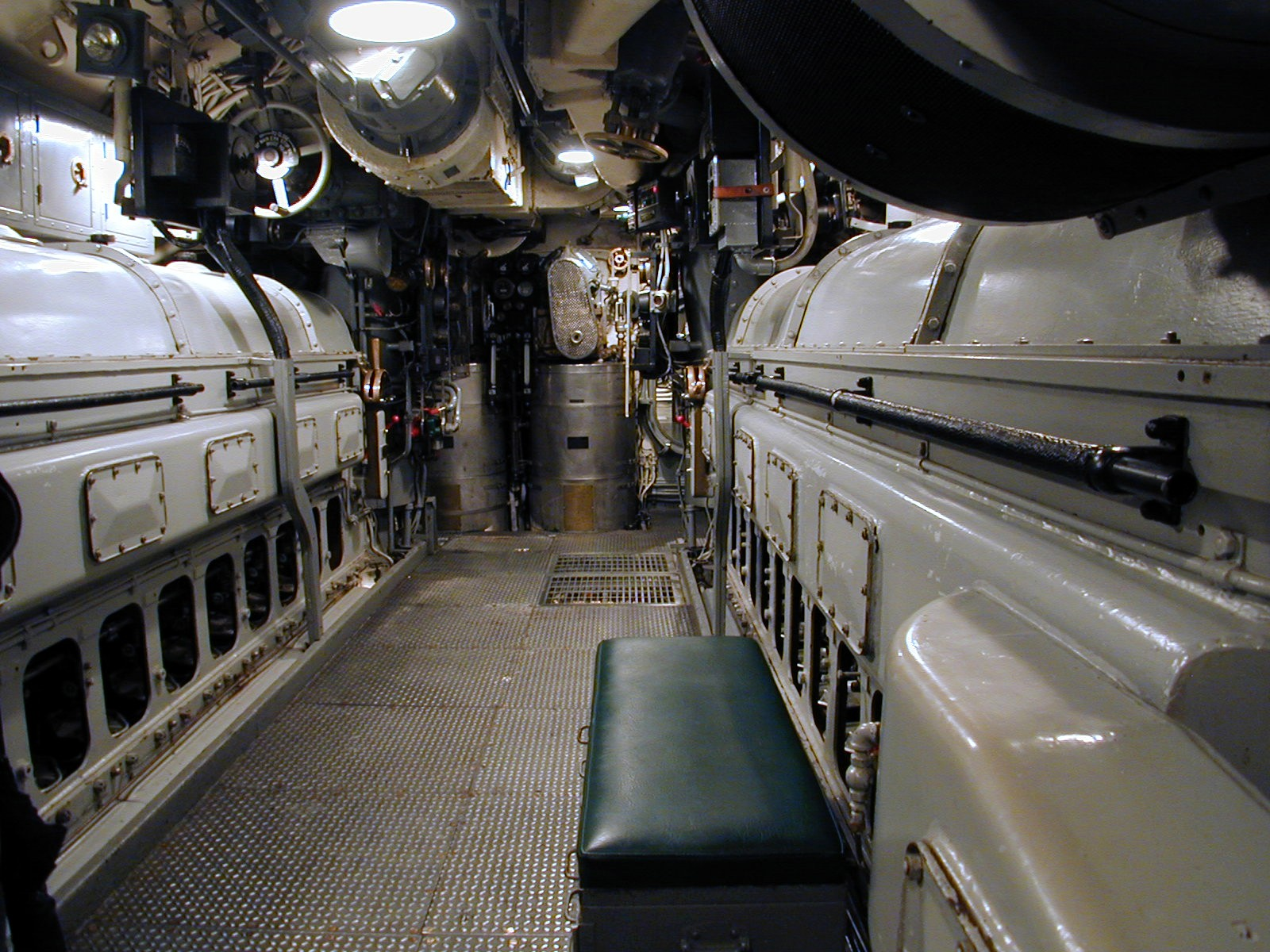
дизеля Fairbanks-Morse со встречным движением поршней на подводной лодке USS Pampanito (SS-383).

Непосредственно перед Второй мировой войной Fairbanks-Morse разработали судовой двигатель со встречным движением поршней. Он поставлялся Флоту США в больших количествах, и преимущественно использовался в постройке подлодок. Во время войны Fairbanks-Morse достигла шестидесятого места среди корпораций США по объёму поставок военных заказов. Они установлены на подводных лодках типов «Лос-Анджелес», «Огайо» и «Сивулф». В дополнение к двигателям со встречным движением поршней (установлены на кораблях береговой охраны типа «Гамильтон»), Fairbanks-Morse лицензировала Pielstick (применённые на десантных кораблях-доках типа «Уидби Айленд» и десантных транспортах-доках типа «Сан-Антонио»), Alco (установлены на USCGC Polar Sea (WAGB-11)), и дизельные двигатели M.A.N..

## Локомотивы
Вскоре после выигрыша своего первого контракта от ВМС США, компания разработала двигатель 5×6  мощностью 300 л. с. (220 кВт), применявшегося в моторизированных вагонах, ходивших на Baltimore and Ohio Railroad, Milwaukee Road, и нескольких линиях ещё. Два таких двигателя были установлены на экспериментальный маневровый тепловоз капотной компоновки, созданный Reading Railroad (#87, построенный в 1939 году St. Louis Car Company, или SLCC, и списанный в 1953 году). Так же на их базе был построен маневровый тепловоз, использовавшийся на собственных предприятиях Fairbanks-Morse.

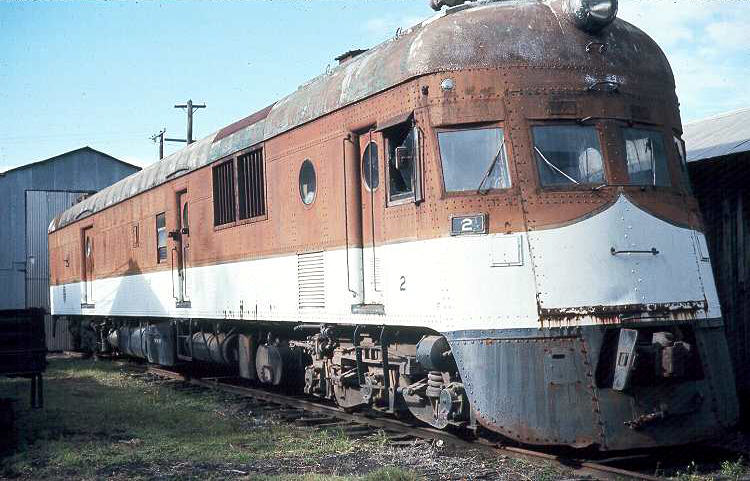
моторизированный вагон Fairbanks-Morse Model OP800

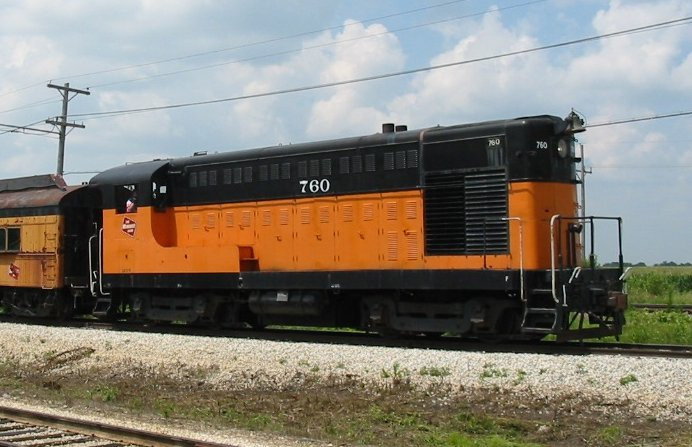
H-10-44 Milwaukee Road № 760 (первоначально № 1802), первый локомотив Fairbanks Morse, созданный на собственном заводе. В настоящее время находится в Железнодорожном музее Иллинойса в полностью рабочем состоянии.

В 1939 году на базе двигателей F-M 8×10 мощностью 800 л. с. (590 кВт) SLCC построила шесть мотовагонов Model OP800. В 1944 году Fairbanks-Morse начала производить маневровый тепловоз для сортировочных станций H-10-44 мощностью 1000 л. с. (740 кВт). Как и остальные производители локомотивов в военное время, Fairbanks Morse and Company подпадала под ограничение по типам и количеству производимых железнодорожных устройств. По окончании Второй мировой войны все североамериканские железные дороги начали замену своих устаревших паровозов в пользу тепловозов, что сильно укрепило позиции их производителей. Virginian Railway первыми выбрали продукцию Fairbanks Morse, отказавшись от услуг таких компаний как EMD и Baldwin.
В декабре 1945 года Fairbanks Morse and Company создала свой первый кабинный дизельный локомотив двойного назначения как прямого конкурента ALCO PA и EMD E-unit. Постройка тепловозов с осевой формулой A1A-A1A и мощностью дизеля 2000 л. с. (1500 кВт) была передоверена General Electric по причине нехватки места на заводе Fairbanks Morse and Company в Висконсине. GE начала постройку локомотивов на своем заводе в Эри (Пенсильвания) (англ. Erie) что и дало тепловозам имя «Erie-built». Для создания зрительно впечатляющего кузова этого тепловоза Fairbanks Morse and Company прибегла к услугам промышленного дизайнера Раймонда Лоуи. Линейка этих тепловозов, впрочем, была лишь условно успешна. До 1949 года было продано лишь 82 кабинных и 28 бескабинных секции, на чём их производство и закончилось. Потомки Erie-built производились уже в Белойт и были разработаны с нуля. Результатом, появившимся в январе 1950 года, стал FM Consolidated line или «C-liner» (одно из наиболее известных изделий компании).
Первый заказ на C-liner’ы пришёл от New York Central Railroad, а следом за ними пришли Long Island Rail Road, Pennsylvania Railroad, Milwaukee Road и New Haven. Так же локомотивы F-M по лицензии производились Canadian Locomotive Company. CLC обеспечивала выполнение заказов железных дорог Canadian Pacific и Canadian National. С началом массового производства стали очевидными недостаточная механическая надёжность и плохой сервис поддержки. Основными проблемными зонами оказались склонные к отказам генераторы мощностью 2400 л. с. (1800 кВт) производства компании Westinghouse, и быстро изнашивавшиеся цилиндры двигателей в совокупности со сложностью обслуживания. В дополнение ко всему, железнодорожники стали отказываться от идеи тепловозов кабинного типа и стандартизировали дизайн маневровых локомотивов как у конкурирующих EMD GP7 или ALCO RS-3.

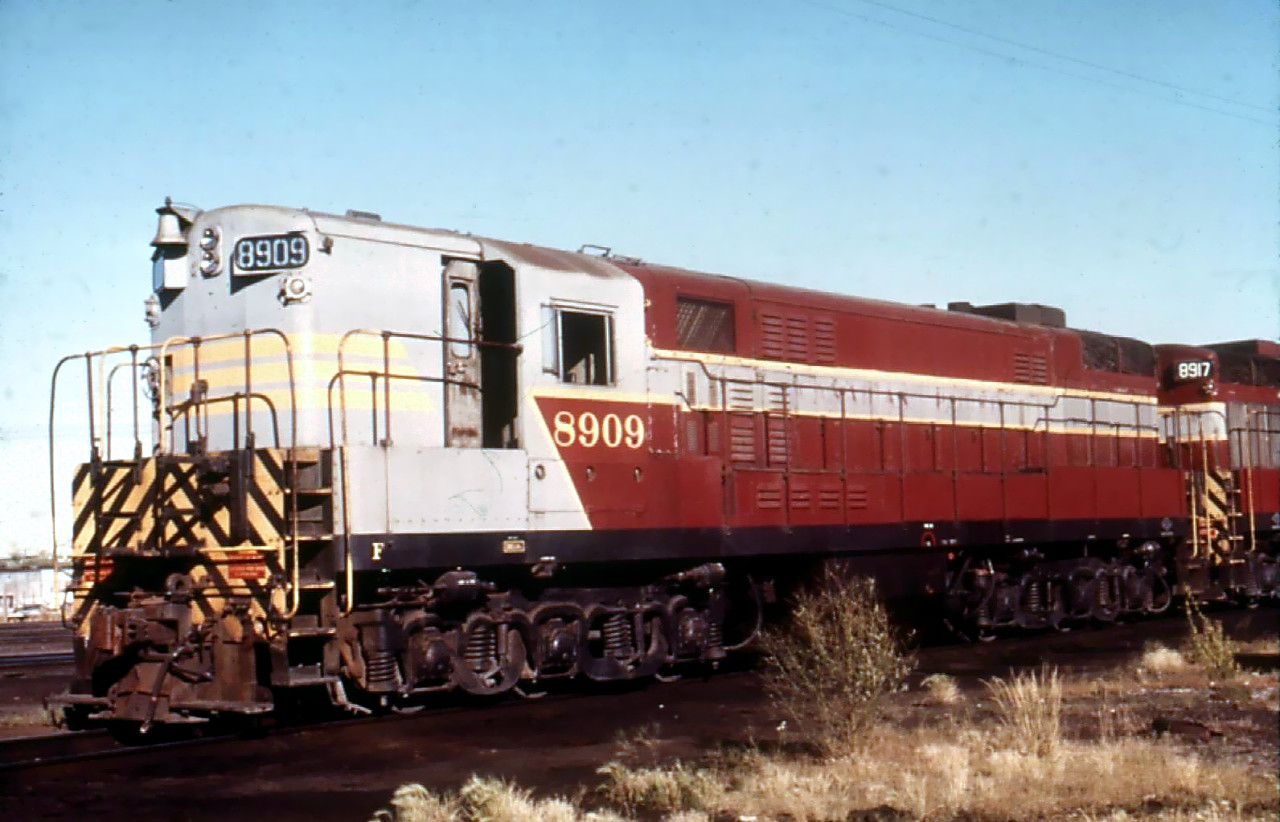
«Train Master», построенный Canadian Locomotive Company. 1953 год.

К 1952 году, поток заказов в США иссяк и количество выпущенных единиц составило всего 99, однако в Канаде эти тепловозы оставались популярными — особенно на железной дороге CP, и их производство продолжалось вплоть до 1955 года. Несколько вариантов их производилось только Canadian Locomotive Company и канадские железнодорожные линии получили 66 единиц. В 1953 году Westinghouse анонсировала своё намерение покинуть рынок железнодорожного оборудования, частично из-за проблем с генераторами для F-M. Это сразу сделало дальнейшее производство C-liner’ов бессмысленным без редизайна, а благодаря тому, что они и так были не сильно востребованы, производство было свёрнуто.
Fairbanks Morse продолжили производство тепловозов с дизайном маневровых локомотивов, включая серию Train Master, однако это дало лишь частичный успех на рынке. Финансовые проблемы и внутрисемейные дрязги владельцев компании сильно ослабили её, что, в совокупности с тяжёлой конкуренцией со стороны продукции EMD как то, к примеру, их F unit, на фоне заканчивающегося перевооружения с паровой тяги на дизельную, вкупе с дорогостоящей экскурсией на рынок пассажирских локомотивов в виде не оправдавших затрат на разработку P12-42, привело компанию к закономерному выходу с железнодорожного рынка. В США продажи локомотивов Fairbanks закончились в 1958 году, а последний проданный отправился в 1963 году в Мексику. В 1965 году CLC была переименована в «Fairbanks-Morse Canada» и, после забастовки в 1969 году закрыта.

## Послевоенная генераторная продукция

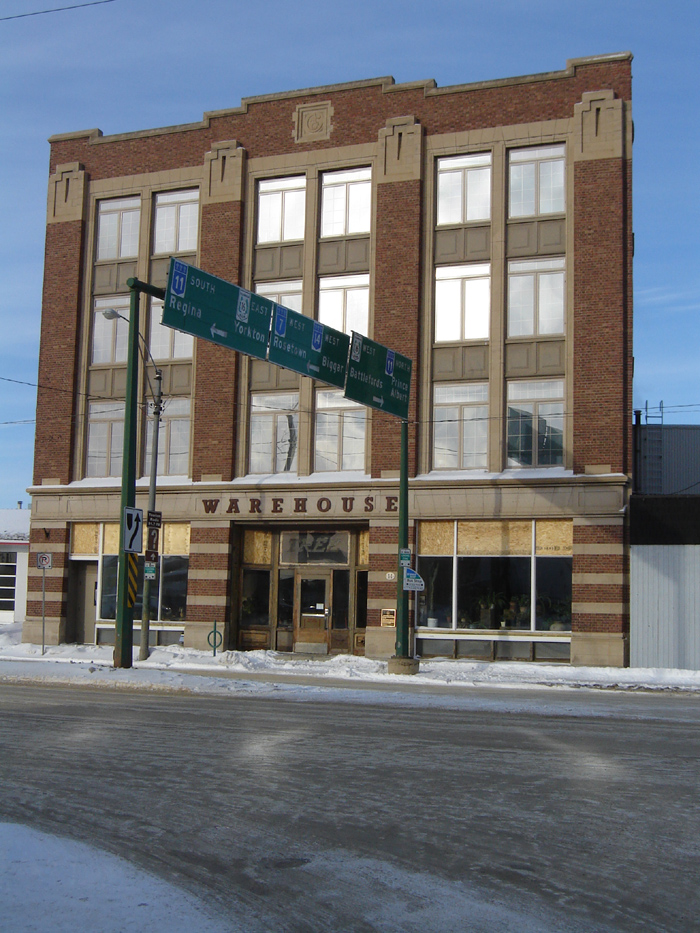
Здание Fairbanks-Morse Building Саскатун (Канада).

Продолжая направление деятельности первой половины двадцатого века, Fairbanks Morse продолжила создание бензиновых и дизельных электрогенераторов, как дополнение к продукции канадских насосного и двигательного подразделений, работавших на обустройство ферм, фабрик и шахт.
Были основаны экспортные офисы в Рио-де-Жанейро и Буэнос-Айресе. В Мексике была открыта фабрика, строившая двигатели model Z вплоть до 1970-х. Австралийское подразделение, действовавшее по принципу канадского, позволило начать процветать овечьим фермам. В 1902 году в Сиднее открылась Cooper Sheep Shearing Machinery Ltd, ставшая агентом Fairbanks Morse в Южном полушарии.
Компания продолжала продажи ветряных насосов Eclipse в Северной Америке до тех пор, пока они не вышли из употребления в 1940-х с массовой электрификацией сельского хозяйства. Недорогое электричество сняло необходимость генерировать электроэнергию на месте, что повлекло за собой падение спроса не малые и средние дизельные электростанции. И, хотя многие из электростанций Fairbanks Morse благополучно дожили до конца двадцатого века, модернизация, закрытие региональных предприятий и электрификация поставили слишком высокие планки.
В 1956 году начались внутрисемейные ссоры сыновей Чарльза Морзе за контроль над компанией, что повлекло за собой слияние Fairbanks-Morse и Penn-Western в 1958 году. Следующие несколько десятилетий продолжалось скольжение под гору и, в результате, ресурсы компании были распроданы, а подразделения упразднены. Региональные офисы были закрыты, что сильно подорвало привлекательность продукции компании для покупателей, так как новая эра не предполагала модели «один центр продаж». Автопроизводители, тракторостроители и создатели локомотивов тут же заняли освободившийся сегмент рынка. Это окончательно подорвало рентабельность компании, которая вскоре и была продана.

## Современное состояние
В 1958 году Fairbanks Morse and Company объединилась с Penn-Texas Corporation, организовав Fairbanks Whitney Corporation. В 1964 году Fairbanks Whitney была реорганизована в Colt Industries, получив своё имя от Colt Manufacturing — производителя оружия являвшегося  собственностью Penn-Texas. В 1988 году, подразделение Fairbanks Morse Pump было продано частным инвесторам и стало независимой фирмой Fairbanks Morse Pump. Вскоре после этого — в 1997 году — она была приобретена Pentair и стала частью General Signal Pump Group. В том же 1988 году бизнес по производству весов Colt Industries был продан  и стал независимой компанией Fairbanks Scales.
В 1990 году, Colt Industries продала свой оружейный бизнес C.F. Holdings Corp как Colt’s Manufacturing Company, Inc. и стала Coltec Industries. В 1999 году Coltec объединился с корпорацией BFGoodrich, оставив имя BFGoodrich. В 2002 году, как часть процесса по отделению неаэрокосмических подразделений, BFGoodrich начала раскрутку подразделения, занимающегося разработкой промышленных товаров EnPro Industries Inc. а сама осталась Goodrich Corporation. На текущий момент EnPro является патентной компанией Fairbanks Morse Engine.
Как результат, на данный момент, существует три отдельных компании использующих имя и торговую марку Fairbanks или Fairbanks Morse, ведущих свою родословную от оригинальной Fairbanks Morse and Company. Fairbanks Scale и Fairbanks Morse Pump имеют общего прародителя — E & T Fairbanks Company.